# Секирино (Тербунский район)
Секирино — деревня в Тербунском районе Липецкой области России. Входит в состав Зареченского сельсовета.

## География
Деревня находится в юго-западной части Липецкой области, в лесостепной зоне, в пределах Среднерусской возвышенности, на правом берегу ручья Юрской (приток реки Олым), на расстоянии примерно 15 километров (по прямой) к западу-северо-западу (WNW) от села Тербуны, административного центра района. Абсолютная высота — 150 метров над уровнем моря.
Климат умеренно континентальный с теплым летом и умеренно морозной зимой. Годовое количество осадков — 450—500 мм. Средняя температура января составляет −9,5°, июля — +19,5°.
Часовой пояс
Деревня Секирино, как и вся Липецкая область, находится в часовой зоне МСК (московское время). Смещение применяемого времени относительно UTC составляет +3:00.

## Население
| 2009 | 2010 |
| ---- | ---- |
| 42   | ↗45  |

Гендерный состав
По данным Всероссийской переписи населения 2010 года в гендерной структуре населения мужчины составляли 40 %, женщины — соответственно 60 %.
Национальный состав
Согласно результатам переписи 2002 года, в национальной структуре населения русские составляли 95 % из 39 чел.